# Саиф, Линда
Линда Саиф (Linda J. Saif, род. 1947) — американский вирусолог и иммунолог.
Заслуженный Университетский профессор Университета штата Огайо, член НАН США и Аргентинской национальной академии агрономии и ветеринарной медицины.
Лауреат премии Вольфа по сельскому хозяйству (2015), первая удостоившаяся её женщина.

## Биография
В 1965—1969 годах изучала биологию и химию в College of Wooster, который окончила со степенью бакалавра.
Степени магистра, для которой занималась иммунологией в 1969—1971 годах, и доктора философии, для которой занималась вирусологией и иммунологией в 1971—1976 годах, получила в Университете штата Огайо. В 1976—1979 гг. постдок там же, а с 1979 года — ассистент-профессор. С 2002 года заслуженный Университетский профессор Университета штата Огайо.
В 1992 году по Фулбрайтской стипендии работала в Аргентине.
В 1992 году приглашённый лектор Утрехтского института инфекции и иммунитета.
Автор более 300 рецензированных публикаций.
Член НАН США (2003) и National Academy of Inventors (2017).
Фелло Американской ассоциации содействия развитию науки (1995).
Награды и отличия
- Honorary Diplomate, American College of Veterinary Microbiologists (1990)
- Distinguished Veterinary Immunologist Award, American Association of Veterinary Immunologists (1995)
- Почётный доктор бельгийского Гентского университета (2003)
- Charles C. Capen Teaching Excellence Award for Graduate Education, колледж ветеринарной медицины Университета штата Огайо (2003)
- Премия Вольфа по сельскому хозяйству (2015)